# Leucanthemopsis pulverulenta
Leucanthemopsis pulverulenta es una especie de la familia de las Asteráceas.

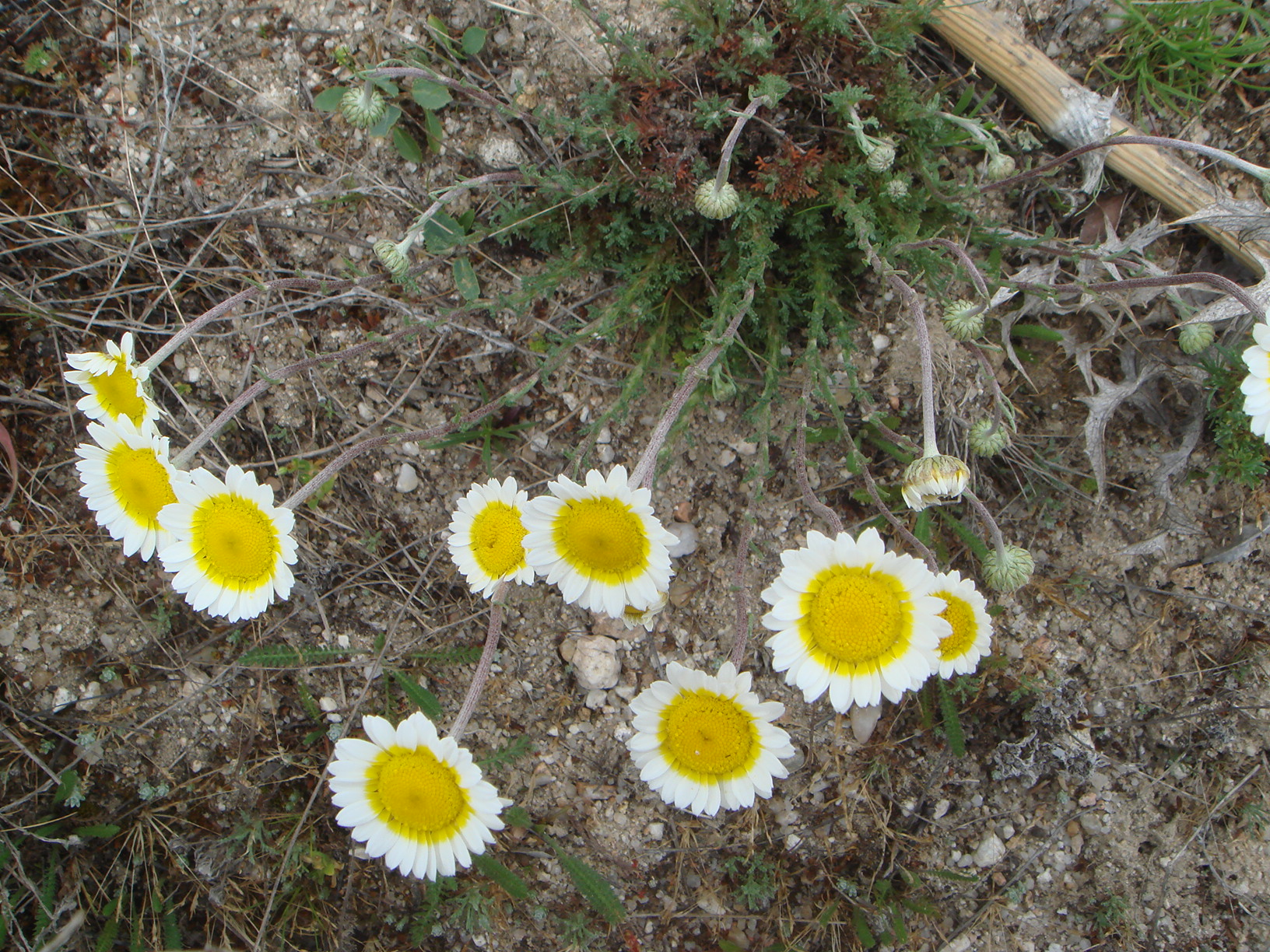
Detalle de las flores

## Descripción
Planta vivaz de base semileñosa, con varios tallos rojizos  con hojas hasta la mitad o más rematados por un capítulo, flósculos amarillos y lígulas blancas con la base amarilla. Forma céspedes redondeados con tallos de 15-30 cm y hojas cenicientas de rabillo muy fino, muy divididas en segmentos muy estrechos y carnosillos, terminados en una puntita oscura.Los tallos están como cubiertos de diminuto polvillo, de ahí el apelativo de pulverulenta.  Los frutos carecen de vilano, que es sustituido por una pequeña corona membranosa. Florece en primavera tempranamente.
Forma parte de tomillares de Thymus zygis con Plantago radicata.

## Distribución y hábitat
Central Ibérica. Crece poco frecuentes en zonas arenosas, soleadas y aclaradas de los encinares. Son agradable y levemente olorosas. En pastizales vivaces de Hieracio-Plantaginion.

## Taxonomía
Leucanthemopsis pulverulenta fue descrita por  (Lag.) Heywood y publicado en Anales del Instituto Botánico A. J. Cavanilles 32(2): 184. 1975.
Citología
Número de cromosomas de Leucanthemopsis pulverulenta (Fam. Compositae) y táxones infraespecíficos: 2n=36
Sinonimia
- Chrysanthemum hispanicum (Willk.) Dörfl.
- Chrysanthemum minimum Brot.
- Chrysanthemum pulverulentum (Lag.) laf. ex Pers.
- Leucanthemopsis pallida subsp. pulverulenta (Lag.) O.Bolòs & Vigo
- Leucanthemum alpinum subsp. pulverulentum (Lag.) Bonnier
- Leucanthemum pulverulentum (Lag.)
- Pyrethrum hispanicum Willk.
- Pyrethrum pulverulentum Lag.
- Tanacetum pulverulentum Sch.Bip.[4]